# Canon de 57 mm Hotchkiss
Ne doit pas être confondu avec QF 6 pounder 6 cwt Hotchkiss.
Le canon de 57 mm Hotchkiss est un canon fabriqué par Hotchkiss à partir des années 1880. En service dans la marine française à partir de 1885, il sera très largement réutilisé par de nombreux pays, notamment le Royaume-Uni.

## Conception
Le canon Hotchkiss de 57 mm est un canon à tir rapide de calibre intermédiaire.
Hotchkiss commence à fabriquer des canons en France à partir de 1875. Ceux-ci sont de calibre 37 mm et utilisent un principe similaire à la mitrailleuse Gatling: un canon révolver à cinq tubes est actionné par une vis sans fin. La percussion et le mécanisme d'éjection sont différents. L'alimentation en obus à étuis métalliques s'effectue par le haut par un chargeur et la cadence de tir pratique est de 60 coups par minute. 
Les marines des grandes puissances utilisent ce type d'arme à bord de leurs navires mais elles se révèlent cependant insuffisantes pour sécuriser leurs flottes face à la menace de vedettes ou d'autres petites embarcations motorisées susceptibles d'attaquer par torpillage. En 1881, la Royal Navy émet un appel d'offres pour un canon de calibre intermédiaire qui soit capable de tirer 12 coups à la minute. De nouveaux modèles de canons revolver proposés par Hotchkiss en 47 mm et 53 mm, qui ne seront pas retenus par la Royal Navy, seront agréés par exemple aux États-Unis. En 1886, alors que Nordenfelt introduit son nouveau canon monotube de 57 mm (en) à tir rapide, Hotchkiss fait de même en Grande-Bretagne.